# عسل‌کش سبز
عسل‌کش سبز (نام علمی: Chlorophanes spiza) نام یک گونه از تیره فرخنده است.

## نگارخانه

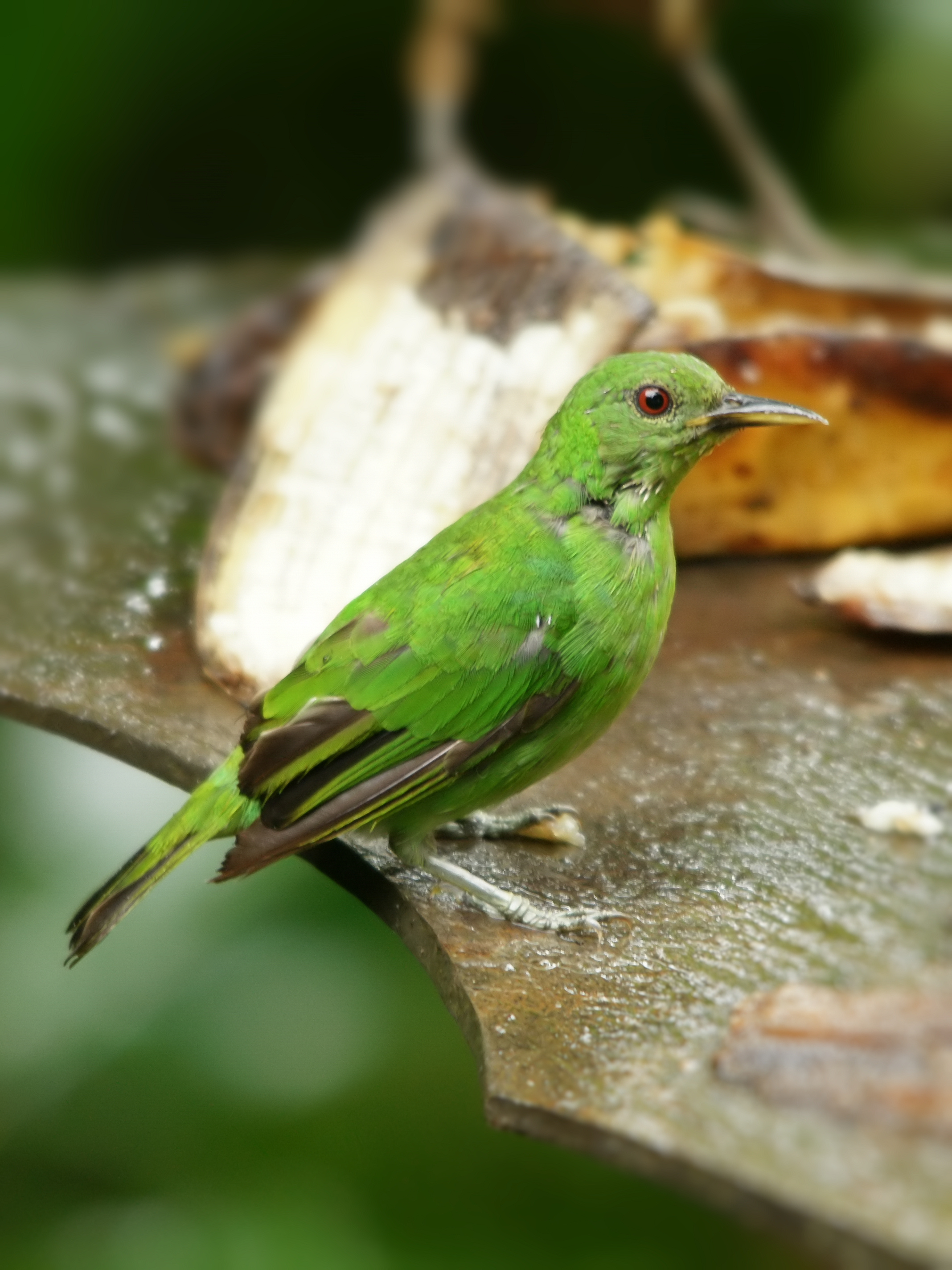
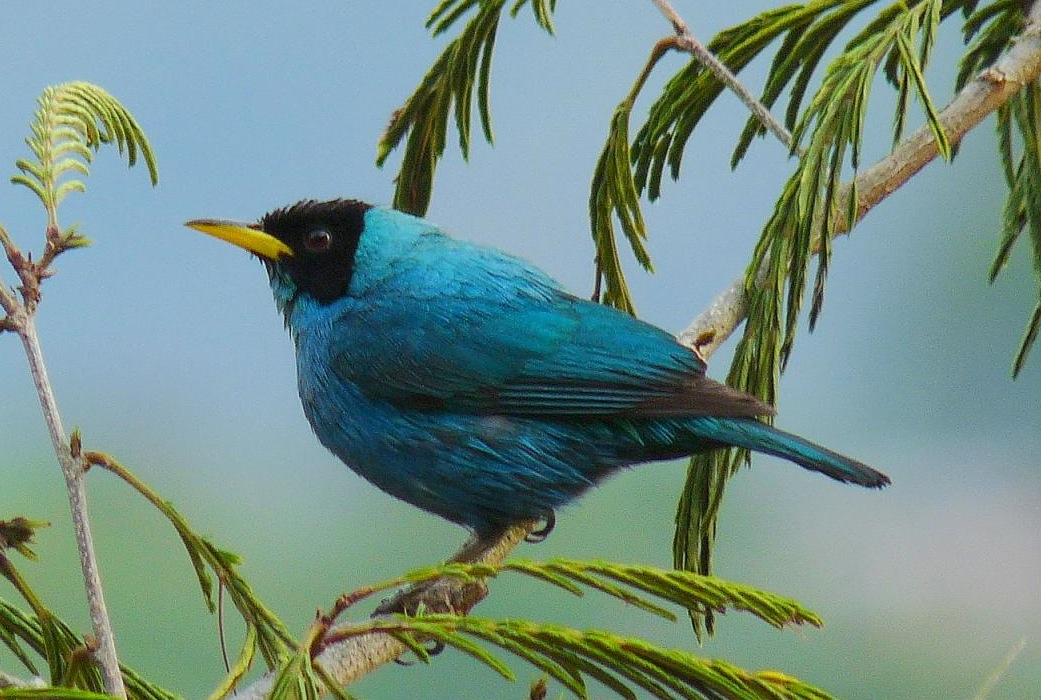
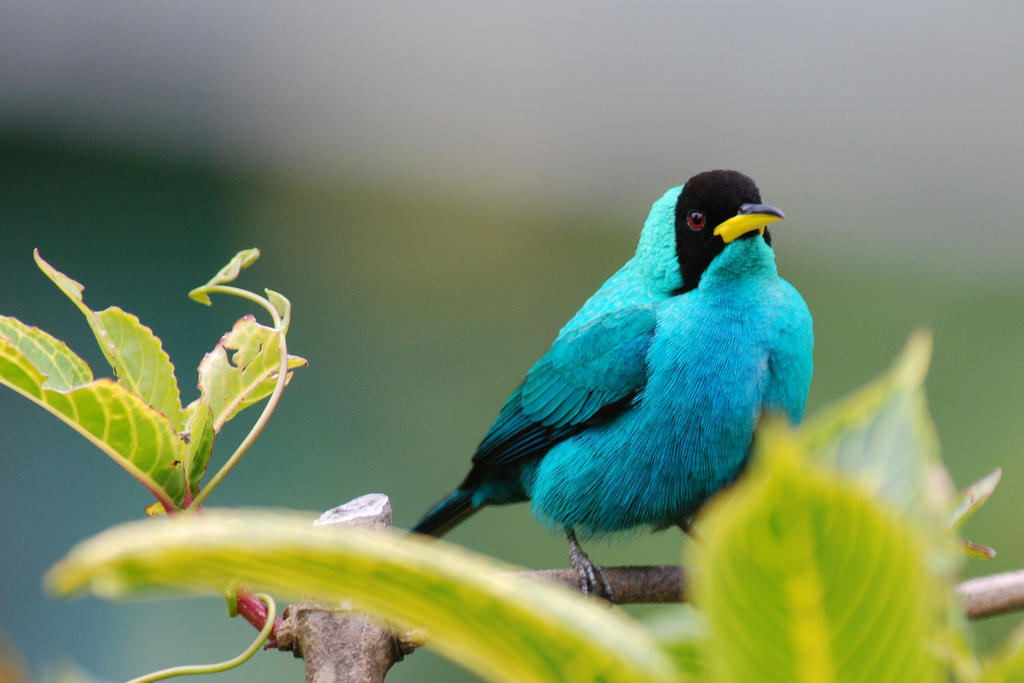
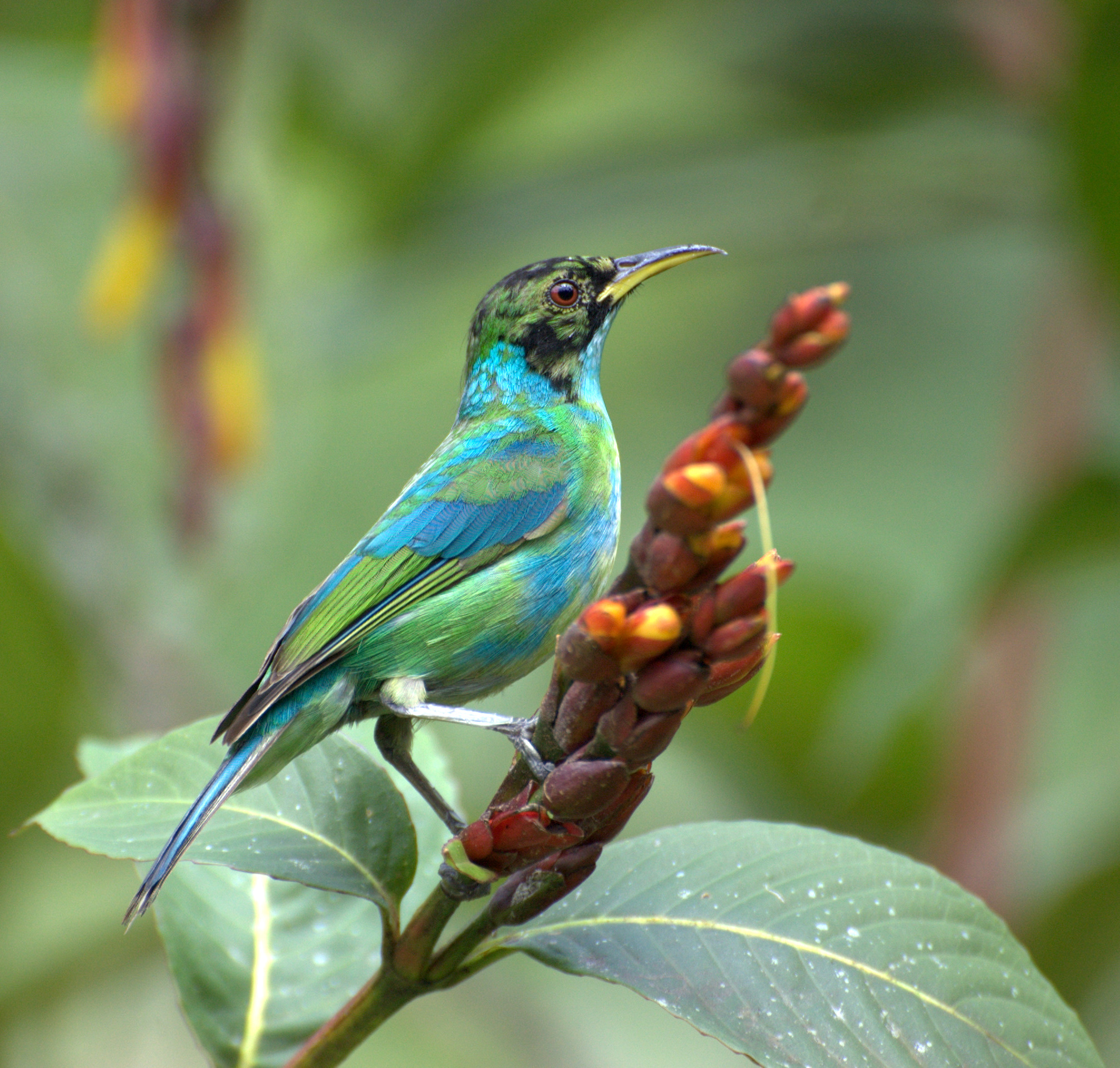